# Пионерское сельское поселение (Смоленская область)
Пионерское сельское поселение — муниципальное образование в составе Смоленского района Смоленской области России. Административный центр — деревня Санники. Главой поселения и Главой администрации является Гращенков Михаил Фёдорович.

## Географические данные
- Общая площадь: 170,7 км²
- Расположение: юго-западная часть Смоленского района
- Граничит:
  - на северо-востоке — Пригорским сельским поселением
  - на востоке — с Талашкинским сельским поселением
  - на юге — с Монастырщинским районом
  - на западе — с Краснинским районом
  - на севере — с Хохловским сельским поселением
- Крупные реки: Мошна, Сож, Упокой.

## Население
| 2007  | 2011  | 2012  | 2013  | 2014  | 2015  | 2016  |
| ----- | ----- | ----- | ----- | ----- | ----- | ----- |
| 1152  | ↘1117 | ↗1150 | ↗1218 | ↘1216 | ↗1226 | ↘1202 |
| 2017  | 2018  | 2019  | 2020  | 2021  |       |       |
| ↘1182 | ↘1180 | ↘1148 | ↘1133 | ↗1138 |       |       |

## Населённые пункты
В сельское поселение входят 22 населённых пункта:
| №  | Населённый пункт  | Тип     | Население (чел.) |
| -- | ----------------- | ------- | ---------------- |
| 1  | Басино            | деревня | 11               |
| 2  | Большое Червонное | деревня | 0                |
| 3  | Бублеевщина       | деревня | 18               |
| 4  | Вербово           | деревня | 2                |
| 5  | Глухово           | деревня | 23               |
| 6  | Демидово          | деревня | 4                |
| 7  | Жарнево           | деревня | 1                |
| 8  | Крестовка         | деревня | 1                |
| 9  | Лахтеево          | деревня | 9                |
| 10 | Площево           | деревня | 11               |
| 11 | Русилово          | деревня | 584              |
| 12 | Санники           | деревня | 267              |
| 13 | Селезневщина      | деревня | 8                |
| 14 | Слобода           | деревня | 0                |
| 15 | Сушковщина        | деревня | 16               |
| 16 | Теличено          | деревня | 12               |
| 17 | Трудилово         | деревня | 39               |
| 18 | Упокой            | деревня | 41               |
| 19 | Шихово            | деревня | 14               |
| 20 | Юрошки            | деревня | 18               |
| 21 | Юрчаги            | деревня | 16               |
| 22 | Яново             | деревня | 19               |

## Экономика
Сельхозпредприятия, магазины, строительные организации.